# El sublime objeto de la ideología
El sublime objeto de la ideología (en inglés: The Sublime Object of Ideology) es un libro publicado en 1989 por el filósofo y teórico cultural esloveno Slavoj Žižek. El trabajo es ampliamente considerado su obra maestra.

## Resumen
Žižek tematiza la noción kantiana de lo sublime para comparar la ideología con la experiencia de algo que es absolutamente vasto y poderoso más allá de toda percepción e inteligibilidad objetiva. Žižek proporciona un análisis de "¿Cómo inventó Marx el síntoma?", en el que compara las formas en que la noción de síntoma atraviesa el trabajo de Karl Marx y Sigmund Freud. Žižek se opone a cualquier lectura simplista de los dos pensadores, a quienes se les muestra haber descubierto el "núcleo" del significado oculto dentro de las "formas" aparentemente desconectadas de las mercancías (Marx) y los sueños (Freud). El núcleo del contenido de una mercancía es el trabajo y su significado latente es el sueño. Žižek piensa que es más importante preguntar por qué el contenido latente toma una forma particular. Por lo tanto, Žižek argumenta que, según Freud y Marx, el trabajo onírico y la forma de la mercancía requieren análisis.

## Recepción
Žižek cree que El sublime objeto de la ideología es uno de sus mejores libros, mientras que el psicólogo Ian Parker escribe en la Encyclopædia Britannica que es "ampliamente considerado su obra maestra". Anthony Elliott escribe que el trabajo es "una reconstrucción provocativa de la teoría crítica de Marx a Althusser, reinterpretada a través del marco del psicoanálisis lacaniano".